# Lista

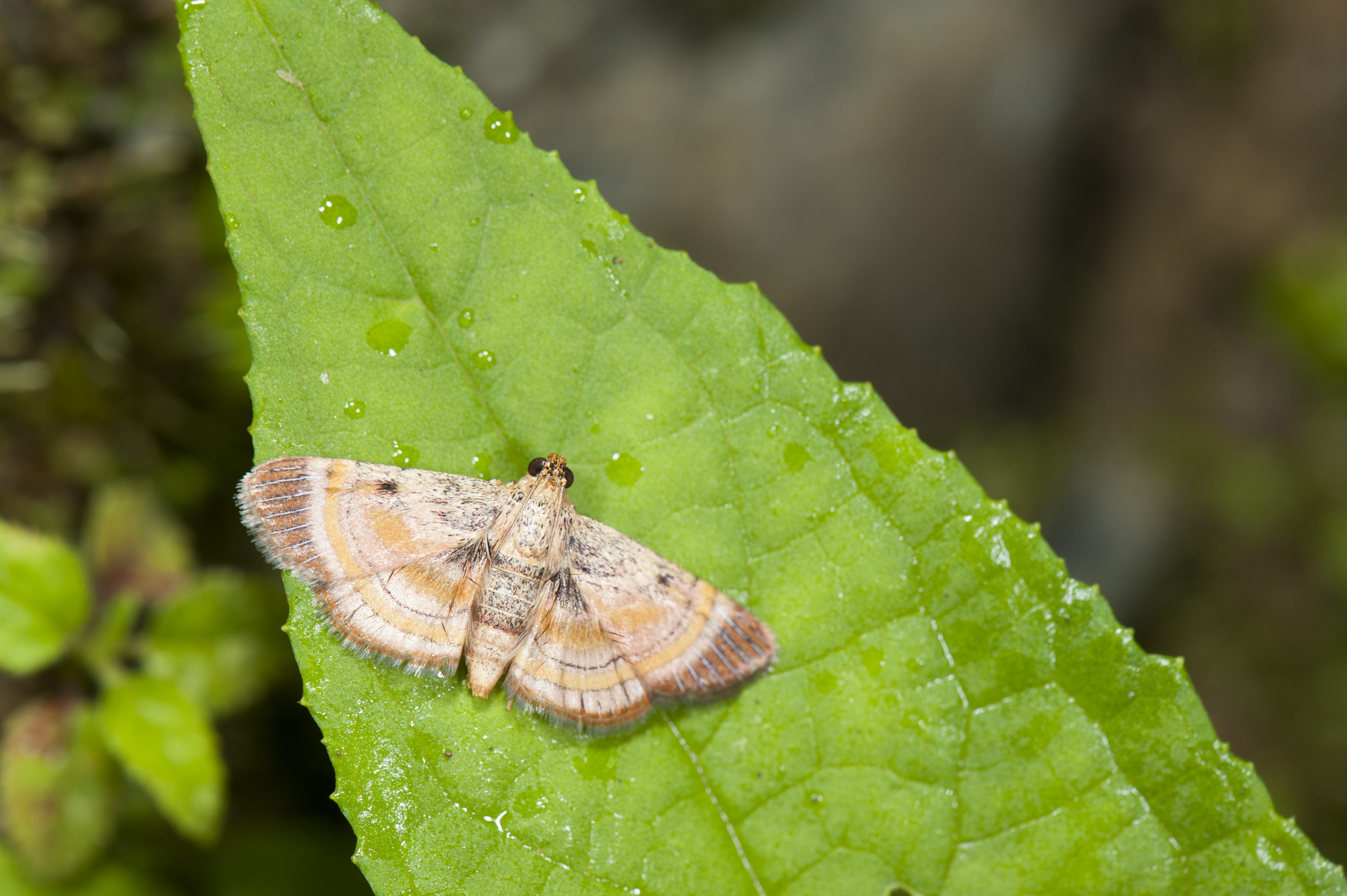
Lista ficki

Lista (лат.) — род чешуекрылых подсемейства Epipaschiinae из семейства огнёвок.

## Распространение
Обитают в Восточной и Юго-Восточной Азии.

## Описание
Бабочки средних размеров. Размах крыльев 2—3 см. Характеризуются темно-фиолетовыми или красновато-коричневыми дистальными участками, оранжевыми или желтыми фасциями и пучками чешуек на передних и задних крыльях; в гениталиях самцов — прямоугольной щетинкой на дорсальной стороне, саккулюсом по крайней мере с одним дорсальным отростком, а вальва — со склеротизированной пластинкой посередине. Лабиальные щупики вздёрнуты вверх, превышают вершину темени. Максиллярные щупики длинные, у самцов щётковидные, у самок короткие и сжатые. Антенны самцов на вентральной поверхности зубчатый. Переднее крыло с переднемедиальной линией или без неё; постмедианная линия и субтерминальная линия отчётливые; дискальное пятно отсутствует; дискоцеллюлярное пятно, представленное пучком чешуек; заднее крыло совпадает по окраске с передним (кроме L. yunnanensis и L. variegata); оба крыла с несколькими чешуйчатыми пучками. Жилкование крыльев: переднее крыло с R1 и R2 на стебле, R3, R4 и R5 на стебле, M 1 от верхнего угла ячейки, M2 и M3 от нижнего угла ячейки; заднее крыло с смежными Sc+R1 и Rs, Rs и M1 — на стебле.

## Систематика
Род был впервые выделен в 1859 году английским энтомологом Френсисом Уокером (1809—1874) для типового вида Locastra genisusalis Walker, 1859 (=Lista haraldusalis). Lista близок к роду Coenodomus, на которого похож по мужским гениталиям, но от последнего можно отличить по прямоугольному ункусу, обычно не вогнутому по заднему краю, по вальве со склеротизированной пластинкой посередине и по овальному стыку с короткими лопастями сзади. У Coenodomus ункус обычно имеет форму перевернутой трапеции и вогнутый кзади, вальва не имеет склеротизированной пластинки, а юкста несет сзади длинные и изогнутые шиповидные доли.
- Lista angustusa Wang, Chen & Wu, 2017
- Lista carniola (Hampson, 1916)[4]
- Lista ficki (Christoph, 1881)[5]
- Lista furcellata Li & Rong in Rong et al., 2021
- Lista furcillatusa Wang, Chen & Wu in Wang et al., 2019[6]
- Lista gilvasa Wang, Chen & Wu, 2017
- Lista haraldusalis (Walker, 1859)[7][8]
- Lista insulsalis (Lederer, 1863)[9]
- Lista longifundamena Wang, Chen & Wu, 2017
- Lista menghaiensis Wang, Chen & Wu, 2017
- Lista menglaensis Wang, Chen & Wu in Wang et al., 2019
- Lista monticola Yamanaka, 2000[10]
- Lista plinthochroa (West, 1931)[11]
- Lista serrata Li & Rong in Rong et al., 2021
- Lista sichuanensis Wang, Chen & Wu, 2017
- Lista strumiformis Li & Rong in Rong et al., 2021
- Lista sumatrana (E. Hering, 1901)[12]
- Lista variegata (Moore, 1888)[13]
- Lista yunnanensis Li & Rong in Rong et al., 2021
- Lista zhengi Li & Rong in Rong et al., 2021